# María Constanza Cerundolo
María Constanza Cerundolo (n. 19 iunie 2000, Argentina) este o jucătoare de hochei pe iarbă ce a reprezentat Argentina. A participat la competiții asociate Jocurilor Olimpice în care a câștigat o medalie de aur.

## Participări
Lista de mai jos prezintă principalele competiții la care a participat María Constanza Cerundolo de-a lungul carierei.
- Anexo:Hockey en los Juegos Olímpicos de la Juventud de Buenos Aires 2018[*]